# Mittelhonschaft (Burscheid)
Die Burscheider Mittelhonschaft war im Mittelalter und der Neuzeit eine Honschaft im Kirchspiel Burscheid im bergischen Amt Miselohe. Sie war eine von drei Honschaften des Kirchspiels.